# 海丰郡
海丰郡，中国唐朝时设置的郡。
天宝元年（742年）以循州改置，治所在归善县（今广东省惠州市惠阳区东）。乾元元年（758年）复为循州。户九千五百二十五。下辖六县：归善县、博罗县、河源县、海丰县、兴宁县、雷乡县。